# Thiochroa
Thiochroa là một chi bướm đêm thuộc họ Erebidae.